# Hormoaning
Hormoaning — це мініальбом гурту Nirvana, виданий 5 лютого 1992 року. 

## Трек-лист
1. "Turnaround" - 2:21
2. "Aneurysm" - 4:49
3. "D-7" - 3:47
4. "Son of a Gun" - 2:50
5. "Even in His Youth" - 3:07
6. "Molly's Lips" - 1:53